# Crawl Back In
«Crawl Back In» es el primer sencillo de la banda Dead By Sunrise de su álbum debut Out Of Ashes. Fue lanzado en iTunes el 18 de agosto de 2009. El sencillo debutó en el MySpace de la banda el 16 de agosto de 2009.

## Información de la canción
Hubo un rumor de que la canción estaría en la banda sonora de la película Transformers: la venganza de los caídos que también contó con la canción New Divide de Linkin Park. Chester Bennington después confirmó el rumor, sin embargo dijo que decidieron no incluirla. La canción habla acerca de la batalla contra la adicción al alcohol, de forma similar a las letras de las canciones del álbum debut Hybrid Theory de Linkin Park. La canción se usará como tema principal del Bound Of Glory 2009 PPV (Pago Por Evento).

## Video musical
El video musical de Crawl Back In fue filmado después del video de Let Down. Ambos videos fueron dirigidos por
P. R. Brown. El video tubo su premier en el MySpace de la banda el 8 de septiembre del 2009. El video muestra a la banda tocando la canción en una zona rocosa donde están enterradas grandes estatuas rotas de figuras humanas. Cada miembro da la banda es visto de forma individual, mientras que chester canta la canción. Las estatuas se refieren a las personas que chester tiene miedo de convertirse, que es básicamente el tema de la canción. En el final de video, se le ve a chester dentro de un pequeño triángulo que es el logo de Dead By Sunrise.

## Lista del Track
1. Crawl Back In - 3:03
2. Crawl Back In (Live) - 3:12
3. My Suffering (Live) - 2:55